# Обога
Обога (рум. Oboga) — комуна у повіті Олт в Румунії. До складу комуни входить єдине село Обога.
Комуна розташована на відстані 159 км на захід від Бухареста, 22 км на захід від Слатіни, 24 км на північний схід від Крайови.

## Населення
За даними перепису населення 2002 року у комуні проживали 3654 особи, усі — румуни. Усі жителі комуни рідною мовою назвали румунську. За віросповіданням усі жителі комуни — православні.

## Зовнішні посилання
- Дані про комуну Обога на сайті Ghidul Primăriilor